# علی چاک
علی چاک (به انگلیسی: Ali Chak) یک منطقهٔ مسکونی در هند است که در پنجاب (هند) واقع شده‌است.